# Kirk Morris
Pour les articles homonymes, voir Bellini.
Adriano Bellini, plus connu sous le nom de scène Kirk Morris, est un acteur, producteur de cinéma, mannequin et culturiste italien, né le 26 août 1942 à Venise. Il a incarné Hercule et Maciste dans de nombreux péplums des années 1960.

## Biographie
Adolescent, Adriano Bellini travaille comme gondolier dans sa ville natale. En 1960, il est engagé par un producteur de films. Jusque dans les années 1970, il incarne, sous son nom d'acteur Kirk Morris, des personnages athlétiques, principalement Hercule, Maciste et leurs nombreux avatars dans les péplums italiens alors à la mode. Après le déclin du péplum, il joue dans d'autres films de genre, comme le western spaghetti.
Après la fin de sa carrière d'acteur, il travaille pour des romans-photo, dont il fait son métier jusque dans les années 2000. Il travaille également dans la publicité aux États-Unis.

## Filmographie

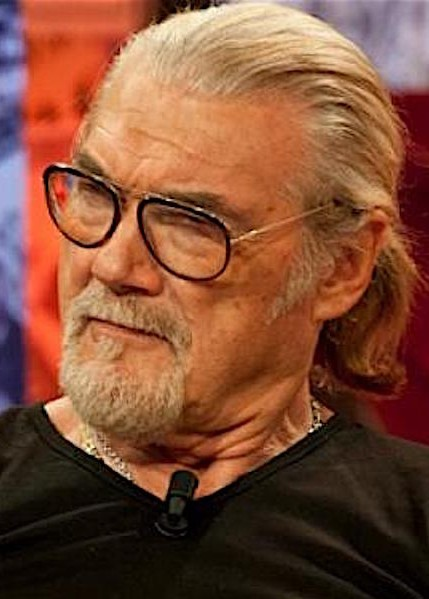
Kirk Morris.

- 1961 : Deux Corniauds contre Hercule (Maciste contro Ercole nella valle dei guai) de Mario Mattoli
- 1962 : Le Triomphe de Maciste (Il trionfo di Maciste) de Tanio Boccia
- 1962 : Maciste en enfer (Maciste all'inferno) de Riccardo Freda
- 1962 : Le Chevalier de Pardaillan de Bernard Borderie
- 1963 : Tarzan chez les coupeurs de têtes (Maciste contro i tagliatori di teste) de Guido Malatesta
- 1963 : Samson l'Invincible (Sansone contro i pirati) de Tanio Boccia
- 1963 : Hercule, Samson et Ulysse (Ercole sfida Sansone) de Pietro Francisci
- 1964 : Samson contre le corsaire noir (Sansone contro il corsaro nero) de Luigi Capuano
- 1964 : Le Brigand de la steppe (I predoni della steppa) de Tanio Boccia
- 1964 : Marchands d'esclaves (Anthar l'invincibile) de Antonio Margheriti
- 1964 : Vainqueur du désert (Il dominatore del deserto) de Tanio Boccia : Nadir
- 1964 : Maciste et les Filles de la vallée (La valle dell'eco tonante) de Tanio Boccia
- 1964 : Hardi ! Pardaillan (Le armi della vendetta) de Bernard Borderie
- 1964 : Le Trésor des tsars (Maciste alla corte dello zar) de Tanio Boccia
- 1965 : Maciste, le vengeur du dieu maya (Maciste - Il vendicatore dei Maya) de Guido Malatesta
- 1965 : Goldocrack à la conquête de l'Atlantide (Il conquistatore di Atlantide) de Alfonso Brescia
- 1965 : Duel dans le désert (La magnifica sfida) de Miguel Lluch : Kadir
- 1966 : Destination: planète Hydra ( 2+5 missione Hydra) de Pietro Francisci
- 1967 : T'as le bonjour de Trinita (Rita nel West) de Ferdinando Baldi
- 1968 : Seul contre les mercenaires (Sapevano solo uccidere) de Tanio Boccia
- 1969 : Les Sept Bérets rouges (Sette baschi rossi) de Mario Siciliano : O'Fearn
- 1970 : Les Sept de Marsa Matruh (I sette di Marsa Matruh) de Mario Siciliano : Liam McGregor